# Бифштекс Линдстрём
Бифштекс Линдстрём (швед. biff à la Lindström) — шведское блюдо, бифштекс или жаренная на масле котлета из говяжьего фарша, лука, свёклы, каперсов. Одно из национальных блюд Швеции.

## Происхождение
Автор блюда или человек, в честь которого был назван бифштекс, точно не установлен, существуют несколько версий. Распространенная версия: это блюдо придумал Хенрик Линдстрем (1831—1910), который родился и вырос в Санкт-Петербурге. 4 мая 1862 года Хенрик посетил отель «Витт» в Кальмаре, где хотел угостить своих друзей блюдом, которое ел в России. Он перечислил ингредиенты и рассказал, как приготовить котлеты. Блюдо оперативно добавили в меню, оно до сих пор остается в меню гостиницы.
Другая история приписывает авторство блюда Адольфу Хенрику Линдстрёму, шеф-повару, который сопровождал Фритьофа Нансена и Роальда Амундсена в их миссиях к полюсам и через Северо-Западный проход.
Наконец, авторами бифштекса также называют К. Г. Линдстрема, который на рубеже веков руководил рестораном Den Gyldene Freden в Стокгольме; и некоего Линдстрема, который был редактором газеты «Nya Dagligt Allehanda» в Стокгольме и, как утверждается, ел тот же стейк на завтрак.

## Приготовление
Фарш, как правило, говяжий, реже — смесь говяжьего и свиного. Свекла в оригинальном рецепте используется маринованная, но также можно встретить и рецепты с отварной. Свекла, лук и каперсы мелко нарезаются, смешиваются с фаршем и яйцами. Приправляются концентрированным говяжьим бульоном, солью и перцем. Также встречаются такие ингредиенты блюда: сметана, сливки или молоко, картофель, свекольный маринад. Сформированные котлеты или бифштексы жарятся на растительном или сливочном масле.